# Мусиенко, Владимир Иванович
Влади́мир Ива́нович Мусие́нко (22 января 1959 года, Красноярск) — советский и российский триатлонист, альпинист, велогонщик и спортивный деятель. 11-кратный обладатель звания «Железный человек».
Президент Федерации триатлона Красноярского края, член президиума Федерации триатлона России. Известен как основатель красноярского триатлона.
Мастер спорта по зимнему полиатлону, участник чемпионата мира 1995 года. Организатор популярного веломарафона «Красспорт».
Участник международной альпинистской экспедиции на Дхаулагири (Непал, 1992). В 1993 году вместе с Николаем Захаровым поднялся на пик Аконкагуа в Аргентине — высочайшую точку Южной Америки.
Заслуженный работник физической культуры РФ (2015). Считается «синонимом триатлона».

## Биография
Родился и вырос на окраине Красноярска в посёлке Гидролизном. Учился в школе №13, был отличником. Школу окончил с четырьмя четвёрками.
Рос весьма болезненным и зажатым ребёнком. После военных сборов во втузе взялся за физическую подготовку, сделав турник в проёме двери в квартире. За короткое время привёл себя в форму и увлёкся спортом.
В 1982 году окончил филиал Красноярского политехнического института по специальности инженер-механик (двигатели летательных аппаратов). Работал на заводе «Красмаш», там же был председателем спортклуба «Енисей». В 1991 году окончил Красноярский техникум физической культуры (КТФК).

## Триатлон
Будучи главой спортклуба на «Красмаше», узнал о существовании такого вида спорта, как триатлон. Собрав единомышленников, Мусиенко решил организовать соревнования. Впервые они прошли 14 мая 1988 года в Красноярске. С того же момента начала свою работу региональная федерация триатлона и маунтинбайка, которую возглавил Мусиенко. Поскольку знаний о триатлоне было немного, порядок дисциплин был перепутан — спортсмены сначала плыли, потом бежали, а после ехали на велосипеде.
В 1991 году Мусиенко и его команда приняли участие в чемпионате СССР по триатлону. Тогда же появилась идея открыть отделение триатлона в одной из красноярских спортшкол. Однако она не нашла понимания у руководства города. В 1996 году соратник Мусиенко Андриян Христофоров выиграл чемпионат России по триатлону, и они вместе пришли в спорткомитет с золотой медалью. После этого вопрос о новом отделении был решён.
Благодаря Мусиенко красноярский триатлон стал одним из сильнейших в стране. Его воспитанники Дмитрий и Игорь Полянские были участниками Олимпийских игр.

## «Железный человек»
Впервые норматив «Айронмена», или «Железного человека», Мусиенко выполнил в 2003 году на соревнованиях в Венгрии. При этом, по некоторым данным, ему не было присвоено звание, поскольку он не уложился в отведённое время.
По состоянию на 2020 год является 11-кратным обладателем титула «Айронмен». По его словам, на подготовку к каждому соревнованию уходит в среднем по 16-17 часов в неделю .

## Альпинизм
В 1993 году Владимир Мусиенко и известный красноярский альпинист Николай Захаров поехали в Аргентину для восхождения на гору Аконкагуа. Путешествие было непростым: у команды не было денег, поэтому многие вопросы пришлось решать хитростью. Также не хватало продуктов. Однако Мусиенко и Захаров всё же совершили восхождение на высочайшую точку Южной Америки, поднявшись на высоту 6960 метров. Позже Николай Захаров так описывал поход:
Право, они шли на лихую авантюру. Они пробирались на Аконкагуа, как пробираются мальчишки без билета в кино. Не имея денег, не зная испанского (общались на английском), вооруженные лишь целеустремленностью и чисто русской изворотливостью, ребята полетели, сбегали на высочайшую точку континента и вот сидят передо мной, безмятежно улыбаясь.
При этом Захаров не считал Мусиенко альпинистом. По его мнению, это был «просто физически здоровый человек» и «сильный парень, но новичок в альпинизме».

## Веломарафон «Красспорт»
В 2004 году Владимир Мусиенко, руководитель велоклуба «Грязные носороги» Владимир Черников и директор красноярского магазина «Спортмастер» Константин Макаров решили организовать в Красноярске велозабег на разные дистанции. Благодаря спонсорам и горспорткомитету идея была воплощена в жизнь, и 23 мая 2004 года участники первого веломарафона вышли на старт.
За долгие годы веломарафон стал визитной карточкой Красноярска. Со временем устоялось его нынешнее название — «Красспорт». В разные годы в нём принимали участие вице-чемпион Олимпийских игр по лыжным гонкам Александр Бессмертных и многократный чемпион мира по зимнему триатлону Павел Андреев.
Мусиенко — единственный участник всех веломарафонов «Красспорт», начиная с самого первого. При этом он участвует в гонках не только как спортсмен, но и как организатор и пресс-секретарь.

## Вне спорта
В 1995 году возглавил красноярскую комплексную спортивную школу, позже получившую название «Здоровый мир». Был заместителем руководителя главного управления по физической культуре, спорту и туризму администрации Красноярска. С 2015 года работает заместителем директора Центра спортивной подготовки Красноярского края, отвечает за работу со сборными командами и проведение мероприятий.
Воспитал двоих сыновей. Младший серьёзно занимался спортом, в том числе триатлоном, хоккеем с мячом и подводным плаванием, но не достиг отцовского уровня.
Известен как ведущий спортивных мероприятий в Красноярске. Для этого ему пришлось работать с речью и изучать видеолекции профессионалов.